# ITransor for LINE
iTransor for LINE(アイトランソーフォーライン)は、Windows、Mac、スマートフォンで動作するLINEデータのバックアップ・復元・転送ソフト。ソフトウェアメーカーのiMyFone Technology (アイマイフォンテクノロジー) が開発、販売している。

## 特徴
- ワンクリックでLINEのバックアップが可能な、フリーソフト、シェアソフト[3]。
- トーク履歴、Keep、ノート、アルバムに保存している画像などを、一括で保存することが可能。PCで閲覧も可能で、PDFやCSVなどへのエクスポートもできる。

## プラットフォーム
- Windows 11/10/8.1/8/7
- macOS 10.9 - macOS 15

### 対応デバイス
- iOS 9.0 - 18.0
  - 機種：iPhone 4 - 16
- Android 5.0 - 15
  - 機種：SONY、SHARP、Fujitsu、Kyocera、Samsung、Google Pixel、Motorola、Huawei、OPPO、LG、Xiaomi、Vivo、Oneplus

1つのアカウントで複数のデバイスやシステムにアクセス可能。

### 対応形式
- CPU - Intel、AMD CPU、1GHzまたはそれ以上